# Catch the Fire Toronto
Catch the Fire Toronto (ordagrant på svenska "Fånga elden", men "catch fire" betyder också "fatta eld") är en karismatisk, kristen församling i Toronto i Kanada. Den är förbunden till de kyrkliga samarbetsorganisationerna Catch the Fire och Partners in Harvest. Församlingen är mest känd som hem för Torontovälsignelsen. Nuvarande pastorer är Steve och Sandra Long.
Församlingen bytte senast namn 2010 och var innan dess känd som Toronto Airport Christian Fellowship och även Toronto Airport Vineyard Church.

## Historia
Församlingen grundades som en bönegrupp 1987 av pastorsparet John och Carol Arnott och anslöt sig vid början av 1990-talet till John Wimbers Vineyard-rörelse. Ungefär vid samma tid hittade man sin lokal nära Lester B. Pearson Airport i Toronto.
1994 bjöd man in pastorn Randy Clark som predikade under två månader. De händelser som då började brukar kallas för Torontovälsignelsen och kom att djupt påverka den moderna kristenheten. Dessa fortsatte efter det att Clark lämnat församlingen. Wimber försvarade händelserna till en början, men till slut var församlingen i Toronto tvungna att lämna Vineyard-rörelsen 1995.
Efter uppbrottet med Vineyard grundade man Partners in Harvest, en församlingsorganisation med kyrkor som hade liknande värderingar. 2006 avgick paret Arnott för att grunda Catch the Fire och efterträddes som pastorer av Steve och Sandra Long.